# Thies Stahl
Thies Stahl (* 1950) ist ein deutscher Psychologe und Sachbuchautor.

## Leben
Stahl studierte von 1970 bis 1977 Psychologie an der Christian-Albrechts-Universität zu Kiel und schloss mit dem Diplom ab. Er absolvierte Zusatzausbildungen in Gesprächspsychotherapie von 1974 bis 1977, in Gestalttherapie von 1977 bis 1982 (bei Hilarion Petzold), in Familientherapie von 1977 bis 1983 (bei Virginia Satir und C. Gammer), sowie in Hypnotherapie von 1979 bis 1985 (bei John Grinder, Jeffrey Zeig).
Von 1980 bis 2006 ließ er sich bei John Grinder, Richard Bandler und Robert Dilts in der parawissenschaftlichen Methode „Neuro-Linguistisches Programmieren“ (NLP) ausbilden. Dieser Methode – für die bis heute weder der behauptete Mechanismus noch eine therapeutische Wirkung wissenschaftlich nachgewiesen werden konnte – verhalf er zur Verbreitung in Deutschland, indem er 1980 das erste NLP-Buch von Richard Bandler und John Grinder übersetzte. Im Jahr darauf gründete Stahl die Deutsche Gesellschaft für Neurolinguistisches Programmieren (DGNLP), schloss sich 1989 mit zwanzig von ihm ausgebildeten DGNLP-Trainern zur Trainer-Gemeinschaft Neurolinguistisches Programmieren (TGNLP) zusammen, war eine Zeit lang im Vorstand der German Association for Neuro-Linguistic Programming (GANLP) und initiierte 1996 den Zusammenschluss der drei größten deutschen NLP-Vereinigungen zum Deutschen Verband für Neuro-Linguistisches Programmieren (DVNLP). Von 1996 bis 1998 war Stahl Gründungsvorstand im DVNLP und danach dessen langjähriges Ehrenmitglied.
In den Jahren 2000 bis 2012 folgte eine weitere Zusatzausbildung in systemischer Aufstellungsarbeit (bei Matthias Varga von Kibéd, Insa Sparrer, Bert Hellinger, Gunthard Weber und Michaela Kaden). 2015 kam es zum Bruch zwischen Stahl und dem DVNLP. Stahl trat aus dem Verein aus und veröffentlichte 2020 im Selbstverlag das Buch NLP für Verbrecher, in welchem er von „Mafia-, Stasi- und Nazi-Methoden im deutschen NLP“ schreibt und Vorwürfe der „Unterdrückung und Vertuschung von sexuellen und Machtmissbräuchen“ gegenüber dem DVNLP erhebt. Auseinandersetzungen zwischen Stahl und seinem ehemaligen Verein über derartige Vorwürfe wurden auch bereits vor Gericht geführt.
Thies Stahl ist tätig als Heilpraktiker für Psychotherapie, Coach, Aus- und Weiterbilder in NLP-, Coaching, Mediation und systemischer Aufstellung.

## Schriften
- Mit Martina Schmidt-Tanger: Change-Talk. Coaching-Können bis zur Meisterschaft. Junfermann Verlag, Paderborn 2005, ISBN 978-3-87387-617-0, 2. Auflage 2007.
- Mit Walter Ötsch: Das Wörterbuch des NLP. Das NLP-Enzyklopädie-Projekt. Junfermann Verlag, Paderborn 1997, ISBN 978-3-87387-336-0, 2. Auflage 2003.
- Neurolinguistisches Programmieren (NLP): Was es kann, wie es wirkt und wem es hilft. PAL, Mannheim 1992, 2. Aufl., ISBN 978-3-923614-43-1; 5. Aufl. 1996.
- Triffst du nen Frosch unterwegs... Junfermann Verlag, Paderborn 1988, ISBN 978-3-87387-284-4, 6. Auflage 1995
- Das Konzept „Widerstand“ in der Psychotherapie Milton Ericksons, in der Kommunikationstherapie und im Neurolinguistischen Programmieren. In: Hilarion Petzold (Hrsg.): Widerstand – ein strittiges Konzept in der Psychotherapie. Junfermann, Paderborn 1981, ISBN 978-3-87387-178-6, S. 427–467; online
- Interventionsmuster des NLP in der Familientherapie. In: in Kristine Schneider (Hrsg.): Familientherapie aus der Sicht therapeutischer Schulen, Junfermann Paderborn, 1983, S. 330–353; online